# 刺尖球虫
刺尖球虫（学名：Acrosphaera spinosa）为胶球虫科尖球虫属的动物。分布于太平洋、地中海、印度洋，包括东海、海南岛等海域。